# 北仲
北仲，又名變葉美登木，為衛矛科美登木屬的物種，原生於亞洲東部與東南部，有些植物學家將其歸入裸实属，因此亦稱刺裸實或变叶裸实。

## 扩展阅读
- 維基物種上的相關：北仲